# Have a Little Faith in Me
«Have a Little Faith in Me» —en español: «Ten un poco de fe en mí» - es una canción escrita e interpretada por John Hiatt que aparece en Bring the Family de 1987. Su versión de la canción también ha aparecido en las bandas sonoras de las películas The Theory of Flight (1998), Look Who's Talking Now (1993), Benny & Joon (1993), My Best Friend's Girl (2008), y Love Happens (2009).

## Versión de Mandy Moore
«Have a Little Faith in Me» fue lanzado como primer sencillo del cuarto álbum de estudio de la cantante Mandy Moore, Coverage. «Have a Little Faith in Me» tuvo un buen recibimiento por parte de los críticos, catalogada a Mandy como más madura.

## Antecedentes
Tras el éxito moderado de su último álbum de Mandy Moore, que comenzó a grabar el álbum Coverage, que era una colección de covers de música de la década de 1970 y 80. Uno de eso cover era «Have a Little Faith in Me» una balada pop, que fue escrita e interpretada por John Hiatt para su álbum de estudio Bring the Family (1987). Moore grabó la canción en un estudio de Los Ángeles en febrero de 2003.
Entre julio y agosto de 2003, Epic Records lanzó la balada en Estados Unidos, Canadá y Europa como primer sencillo de álbum. 
En 2004, el sello incluyó «Have a Little Faith in Me» en el primer recopilatorio de Mandy Moore, The Best of Mandy Moore. Posteriormente, en 2007, incluyó el sencillo en la edición de lujo del segundo álbum recopilatorio de la artista, Super Hits.

## Composición
«Have a Little Faith in Me» es una balada pop, cuya melodía incorpora sonidos acústicos. La canción está compuesta en la tonalidad mi mayor y tiene un tempo de 76 pulsaciones por minuto. Narra cómo persona pide al tiempo que tenga fe en ella. En esta canción Moore puedo presumir de su gran voz.

## Video musical
El video musical de «Have a Little Faith in Me» fue dirigido por Christopher Mills, con quien Moore trabaja por primera vez en carrera, la secuencia de vídeo es diferente a sus videos anteriores, se puede ver a Moore vistiendo de ropa muy elegante, y en otras escenas con una imagen muy común, también se puede observar que color de pelo toma un tono más oscuro que se anteriormente usaba.

## Formato
- US CD sencillo[3]

1. «Have A Little Faith In Me» (Álbum Versión) — 4:03
2. «Have A Little Faith In Me» (Ford Remix) — 3:59

- Digital download.

1. «Have a Little Faith in Me» - 4:03

## Desempeño comercial
«Have a Little Faith in Me» no registró ningún éxito. La canción no tuvo un impacto mayor en Estados Unidos, alcanzando la posición N º 39 del conteo radial Pop Songs y no consiguiendo ingresar a la lista Billboard Hot 100, la más importante del país.

## Posicionamiento
| Listas (2003)                 | Posición |
| ----------------------------- | -------- |
| Mainstream Top 40 (Billboard) | 39       |
| ARC Top 40                    | 32       |
| Ucrania (FDR Pop Charts)      | 14       |